# Satu Nou (Belcești), Iași
Satu Nou este un sat în comuna Belcești din județul Iași, Moldova, România.